# Parkin (Arkansas)
Parkin – miasto w Stanach Zjednoczonych, w stanie Arkansas, w hrabstwie Cross, nad rzeką St. Francis.